# Ticket pour le soleil
Ticket pour le soleil est une émission de divertissement présentée par Booder diffusée tous les dimanches de l'été sur France Ô en 2010 qui propose de découvrir des humoristes issus de la « diversité ». Il y a eu 7 épisodes de 55 minutes et 11 sketches environs.

## Participants
- Saïdou Abatcha
- Éric Blanc
- Éric Bouvron
- Carrington - Brown
- Frédéric Chau
- Phil Darwin
- Hassan
- Mamane
- Noom
- Denis Maréchal
- Valery Ndongo
- Patson
- Karim Slama
- Shirley Souagnon
- Claudia Tagbo
- Anthony Tiglist